# Heterospila fulgurea
Heterospila fulgurea là một loài bướm đêm trong họ Erebidae.